# Bartoušov (Jičíněves)
Bartoušov (německy Bartaschau) je malá vesnice, část obce Jičíněves v okrese Jičín. Vesnicí prochází silnice I. třídy č. 32 a železniční trať Nymburk - Jičín, na které jsou dokonce dvě zastávky: vzdálenější Žitětín a dodatečně zřízená Bartoušov zastávka blíže vsi.

## Historie
První písemná zmínka o obci pochází z roku 1318.
V letech 1850–1950 byla samostatnou obcí a od roku 1961 se vesnice stala součástí obce Jičíněves.

## Pamětihodnosti
- Socha svatého Václava (Bartoušov) (kulturní památka ČR)

## Vybavenost
- chovný Bartoušovský rybník, sádky, řeka Mrlina
- soukromé chovy prasat a koní

## Galerie

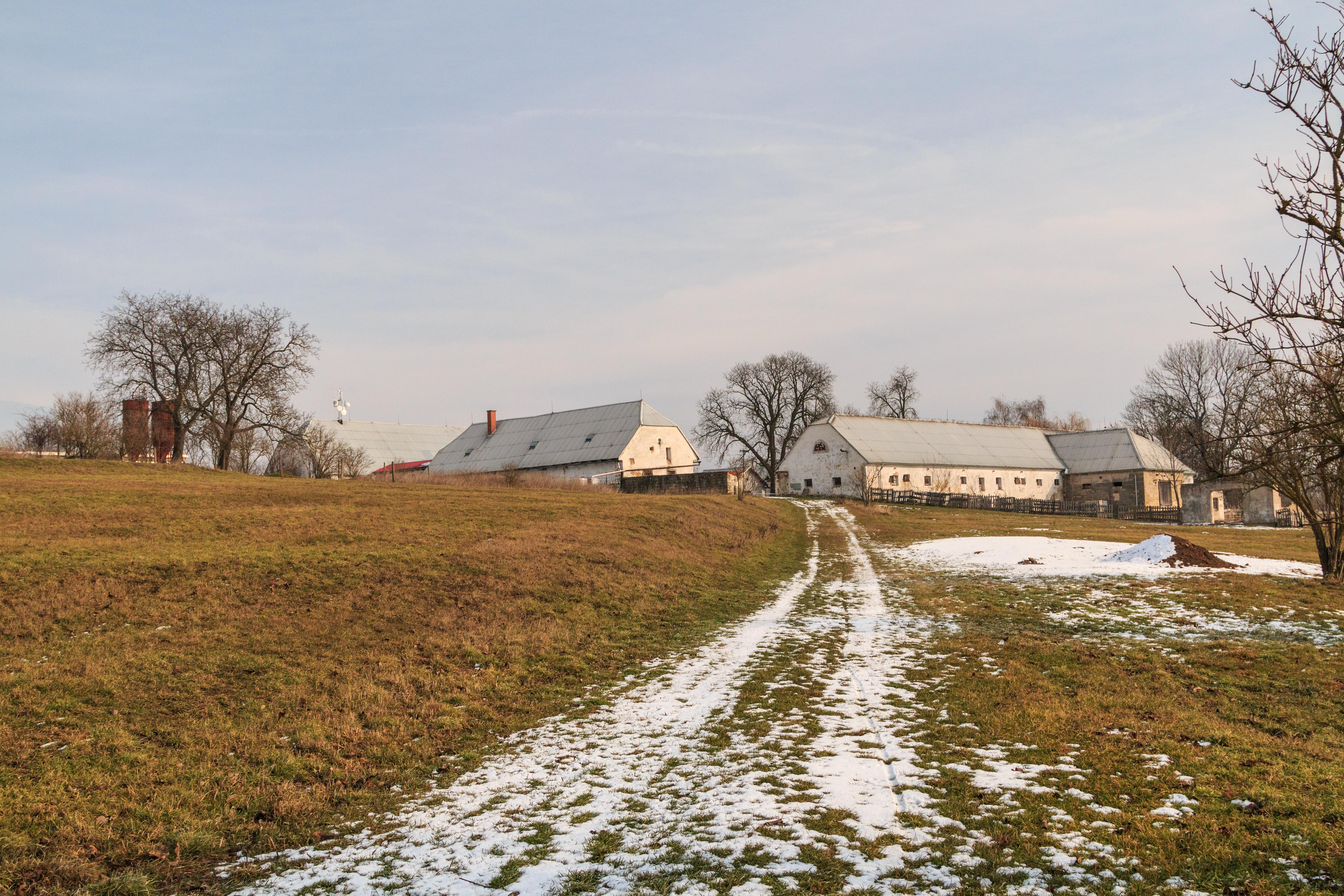
Hospodářský dvůr nad Bartoušovem
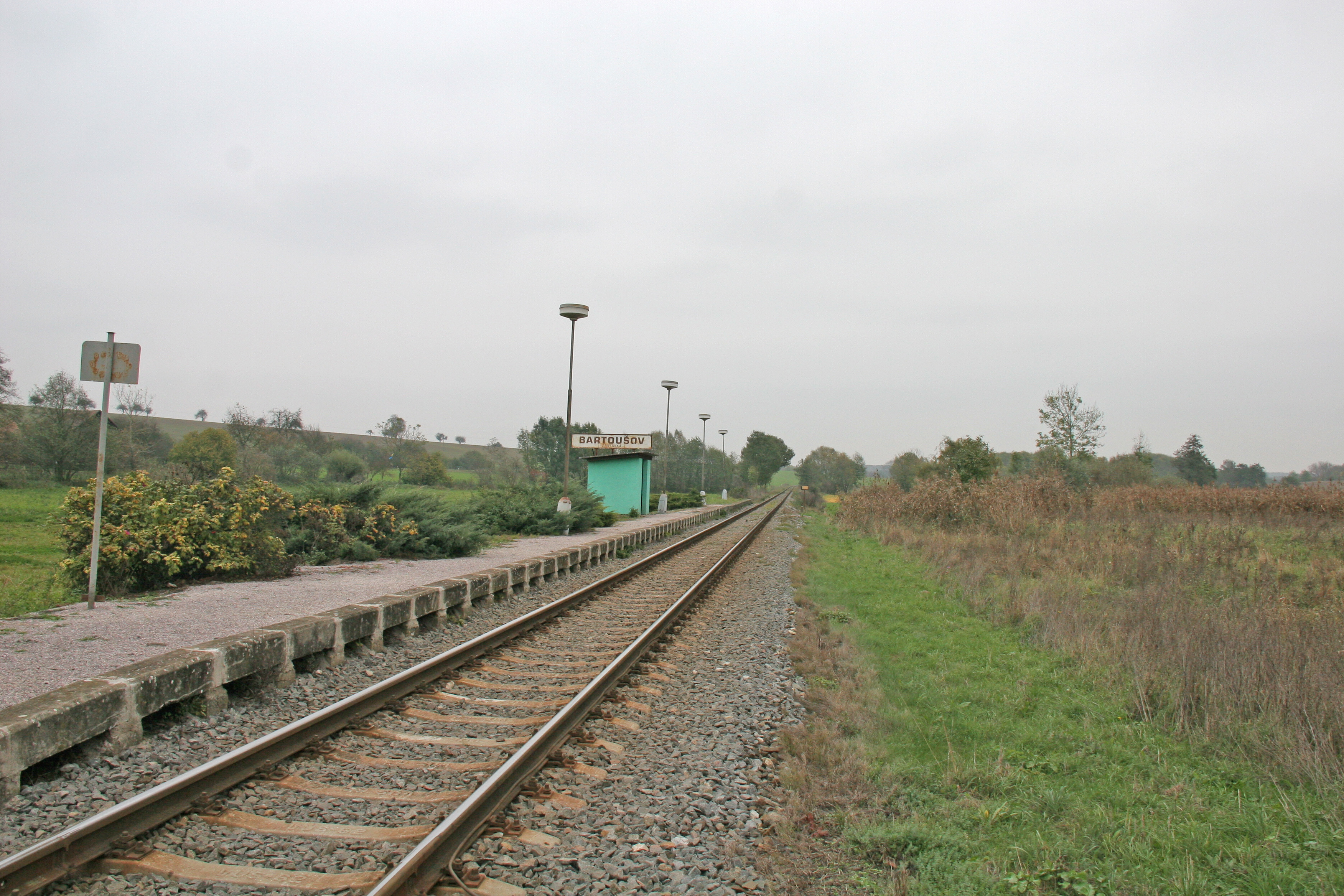
Bartoušov vlaková zastávka
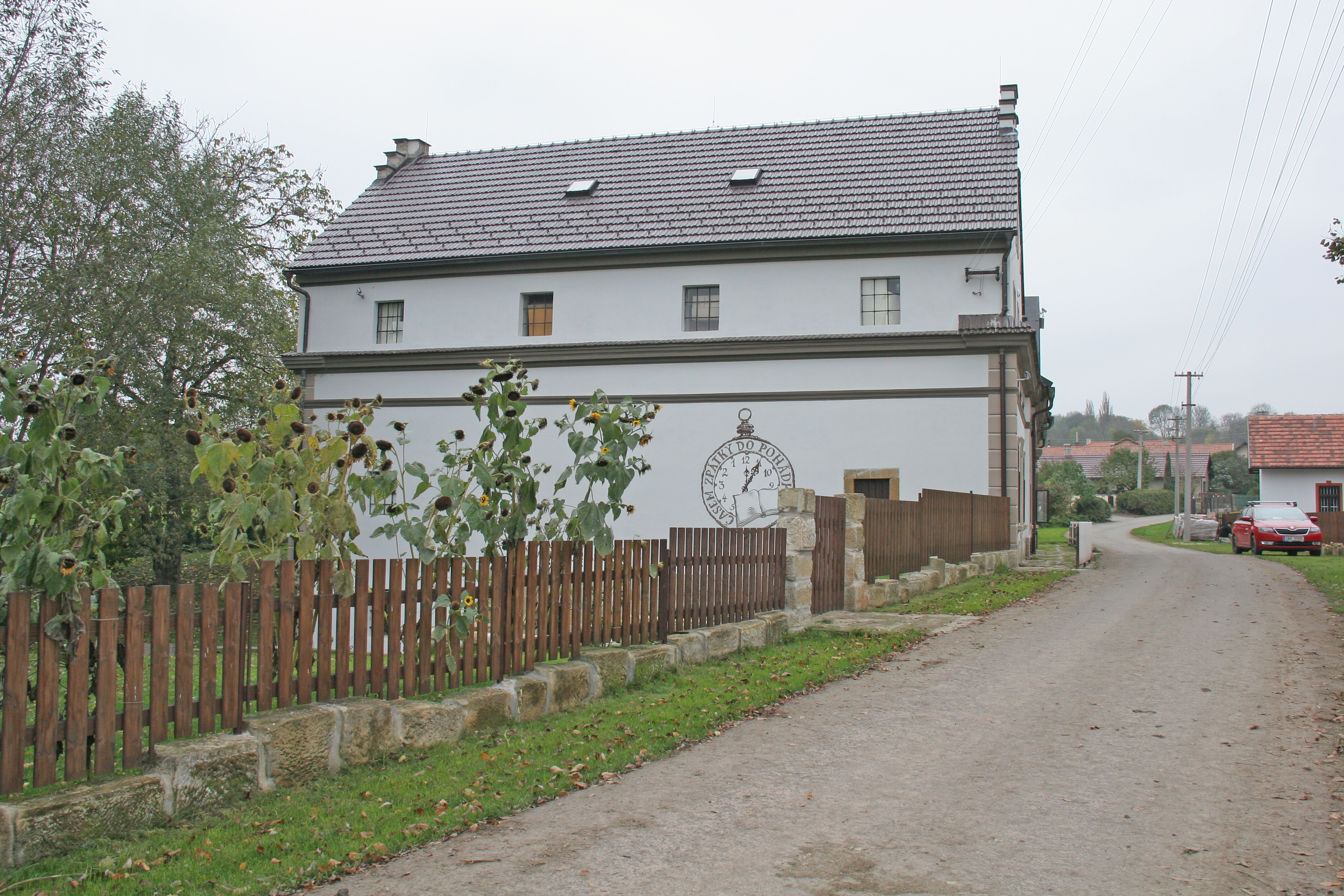
bývalý mlýn v Bartoušově
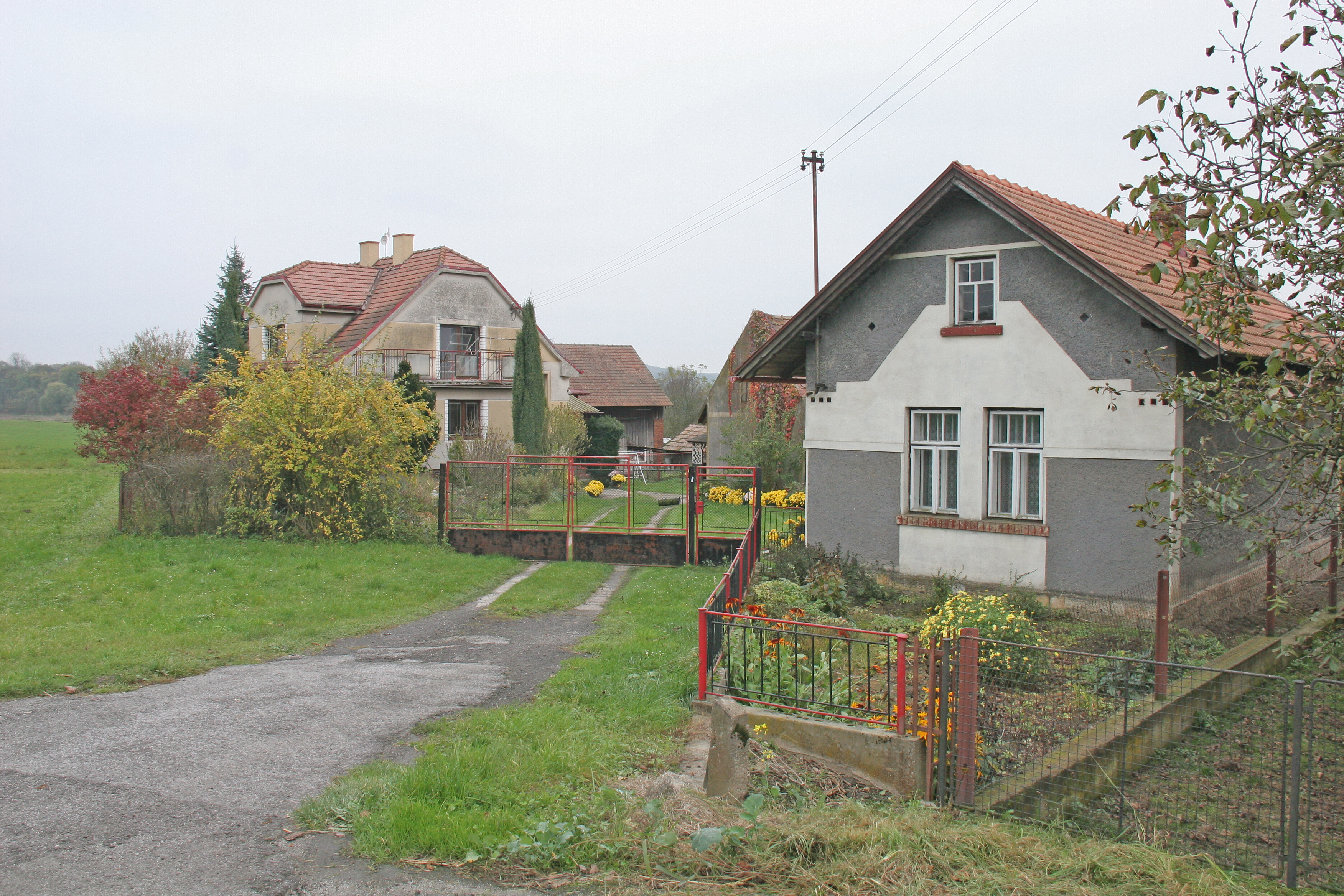
Bartoušov čp. 36
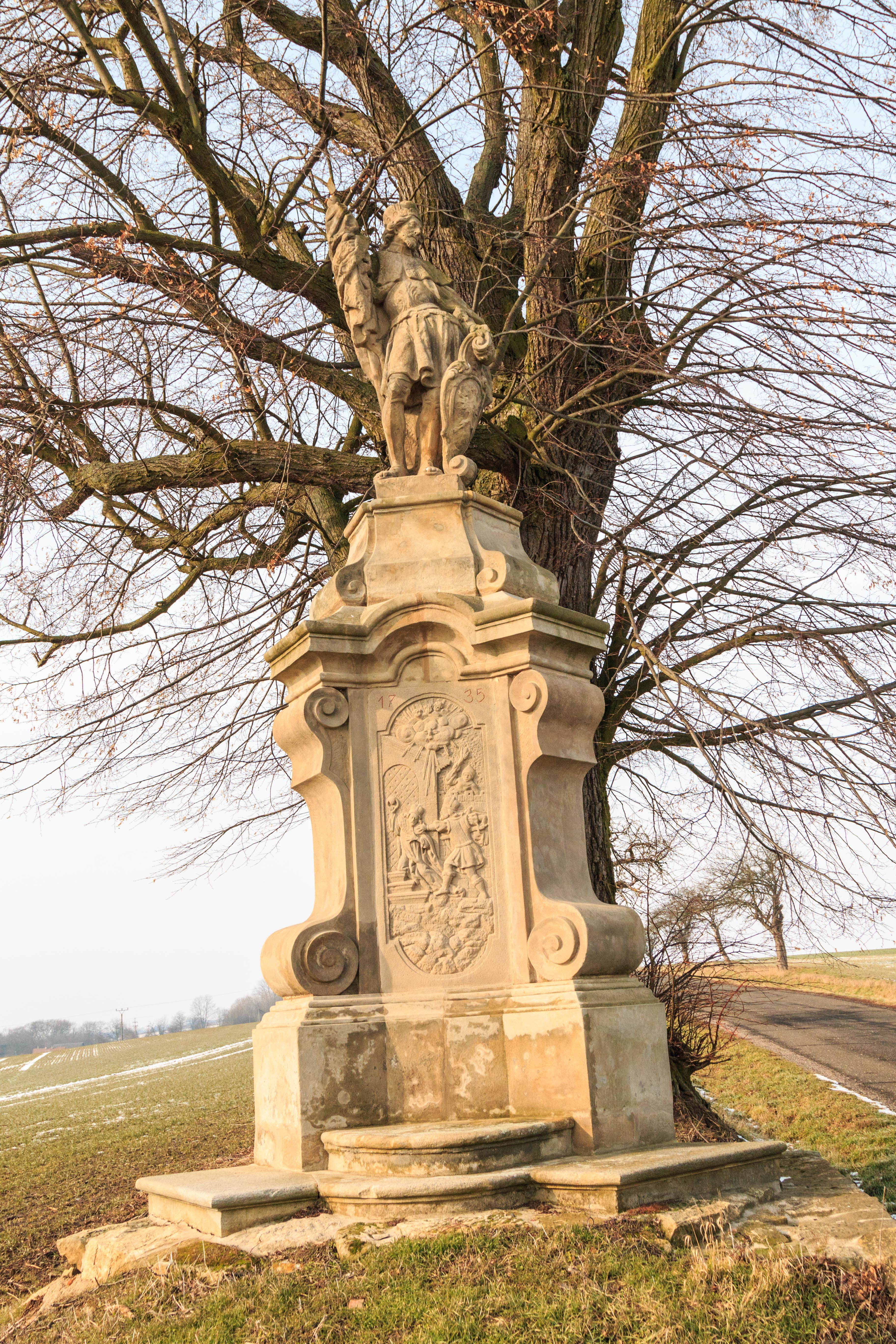
Socha svatého Václava u Bartoušova